# Maryse Renard
Pour les articles homonymes, voir Renard (homonymie).
Maryse Renard, née en 1939 à Villevenard est une écrivaine et poétesse française et suisse vivant dans le canton de Vaud.

## Enfance et études
Née à Villevenard, village champenois proche des marais de Saint-Gond, elle est allée à l'école communale du village puis a fait ses études secondaires à Épernay. Après son baccalauréat elle a entrepris des études à la Sorbonne et à l'École pratique des hautes études (IVe section) afin de se spécialiser en anglais, russe et linguistique générale. Pour se perfectionner elle part une année en 1964 à Moscou (URSS), elle obtient la même année sa licence d'anglais. En 1968, elle obtient sa licence de russe et s'inscrit en première année de troisième cycle de linguistique générale ce qui lui donnera l'équivalent d'un master.

## Vie professionnelle
De 1966 à 1968, Maryse Renard enseigne l'anglais dans un établissement du secondaire à Laon. En 1969, elle est chargée de cours à l'unité d'enseignement et de recherche (UER) de linguistique générale et appliquée de l'université Descartes Paris V. Elle y est nommée assistante de 1969 à 1975. En 1975, elle devient maitre-assistante de recherche au FNRS (Fonds national suisse de la recherche scientifique) et ce jusqu'en 1980. Elle anime un groupe de recherche pédagogique à l'INRDP dans le cadre d'une recherche sur l'utilisation d'une graphie phonologique, l'alfonic, sous la direction du professeur André Martinet. Elle fut également co-rédactrice de la revue de linguistique La Linguistique, publiée par les Presses Universitaires de France.Elle enseigne ensuite le français langue étrangère à l'École de français moderne de l'université de Lausanne  (aujourd'hui école de français langue étrangère) et à l'École de langue et civilisation française de Genève. De 2003 à 2009, elle dirige un atelier d'écriture à UNI3 Genève.
Explorer le rapport entre langage et réel par l'écriture a toujours été une préoccupation pour Maryse Renard mais publier fut une décision tardive favorisée, entre autres, par sa rencontre avec Jean-Renaud Dagon, typographe, imprimeur et éditeur à Vevey. C'est chez lui que les textes, poèmes, récits et nouvelles de l'autrice ont été publiés. L'ensemble de ses œuvres et les peintres avec qui elle a travaillé ont fait l'objet d'une grande exposition accompagnée de lectures par Christophe Balissat à la fondation l'Estrée à Ropraz en mai et juin 2016. 
Depuis 2001, Maryse Renard se partage entre Lausanne et Villevenard.  Elle a fondé l'association Mémoire et Avenir de Villevenard dont le but est de sauvegarder, valoriser, les vestiges du passé tels un site d'hypogées néolithiques et les œuvres d'art, fresques, peintures et boiseries de l'église romane (XIIe siècle).
Elle a été nommée membre titulaire de la commission départementale des objets mobiliers,
Elle fait partie du Centre d’études du pays Sézannais (CEPS) et publie dans la Revue du pays Sézannais.

## Œuvres
- « Éclats de patience »[3] avec des estampes de Marieke Kern van Wijk, Vevey, Le Cadratin, 1998
- Cir(q)ulades avec des encres de Chine de Mariele Kern van Wijk, Vevey, Le Cadratin, 1998
- « Espaces d'instants »[4], Vevey, Le Cadratin, 1999
- Si le fils des mots écrits, Vevey : Le Cadratin, 2002
- « La Regardeuse »[5], Vevey : Le Cadratin, 2003
- La Chiffonnière, Vevey[6] : Le Cadratin, 2009
- « L'alidade à Pinnule »[7], Vevey, Le Cadratin, 2010
- Jardin clos en lisière de friche, avec des peintures originales de Lawand Attar, Vevey, Le Cadratin, 2012
- L'ami en chemin, avec des calligrammes d'Ali Silem, Vevey, Le Cadratin, 2013
- Incidence d'essaim, avec une eau forte de Claire Nicole, Pully, Raymond Meyer, 2016
- Jamais avec Aaron Clark, Le Livre pauvre, collection initiée par Daniel Leuwers, 2013
- Pli sur plis avec Catherine Bolle, Le Livre pauvre 2013, avec Mary Vidal 2014 ;
- Airs avec Claire Nicole, Le Livre pauvre, 2016